# Soubran
Soubran est une commune du sud-ouest de la France, située dans le département de la Charente-Maritime (région Nouvelle-Aquitaine).
Ses habitants sont appelés les Soubranais et les Soubranaises.

## Géographie

### Communes limitrophes
|           | Allas-Bocage |                       |
| Mirambeau | Soubran      | Salignac-de-Mirambeau |
|           | Boisredon    | Courpignac            |

## Urbanisme

### Typologie
Au 1er janvier 2024, Soubran est catégorisée commune rurale à habitat très dispersé, selon la nouvelle grille communale de densité à 7 niveaux définie par l'Insee en 2022.
Elle est située hors unité urbaine et hors attraction des villes,.

### Occupation des sols
L'occupation des sols de la commune, telle qu'elle ressort de la base de données européenne d’occupation biophysique des sols Corine Land Cover (CLC), est marquée par l'importance des territoires agricoles (67,1 % en 2018), en diminution par rapport à 1990 (68,4 %). La répartition détaillée en 2018 est la suivante : 
zones agricoles hétérogènes (41,4 %), forêts (30,9 %), terres arables (25,5 %), zones urbanisées (2 %), cultures permanentes (0,2 %). L'évolution de l’occupation des sols de la commune et de ses infrastructures peut être observée sur les différentes représentations cartographiques du territoire : la carte de Cassini (XVIIIe siècle), la carte d'état-major (1820-1866) et les cartes ou photos aériennes de l'IGN pour la période actuelle (1950 à aujourd'hui).

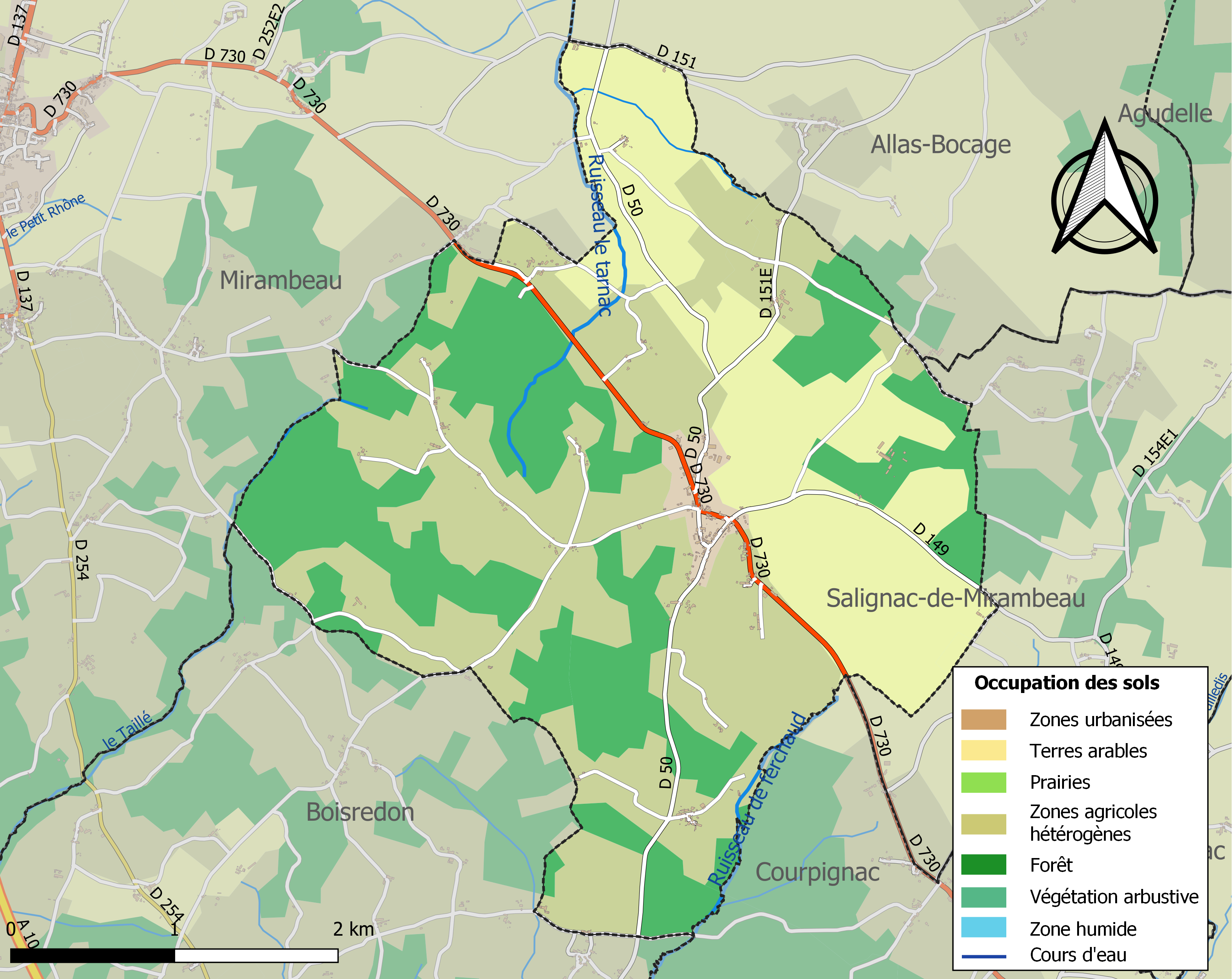
Carte des infrastructures et de l'occupation des sols de la commune en 2018 (CLC).

### Risques majeurs
Le territoire de la commune de Soubran est vulnérable à différents aléas naturels : météorologiques (tempête, orage, neige, grand froid, canicule ou sécheresse), inondations, mouvements de terrains et séisme (sismicité faible). Il est également exposé à deux risques technologiques, le transport de matières dangereuses et le risque nucléaire. Un site publié par le BRGM permet d'évaluer simplement et rapidement les risques d'un bien localisé soit par son adresse soit par le numéro de sa parcelle.

#### Risques naturels
Certaines parties du territoire communal sont susceptibles d’être affectées par le risque d’inondation par débordement de cours d'eau, notamment le ruisseau Tarnac et le ruisseau de Ferchaud. La commune a été reconnue en état de catastrophe naturelle au titre des dommages causés par les inondations et coulées de boue survenues en 1982, 1993, 1999 et 2010,.

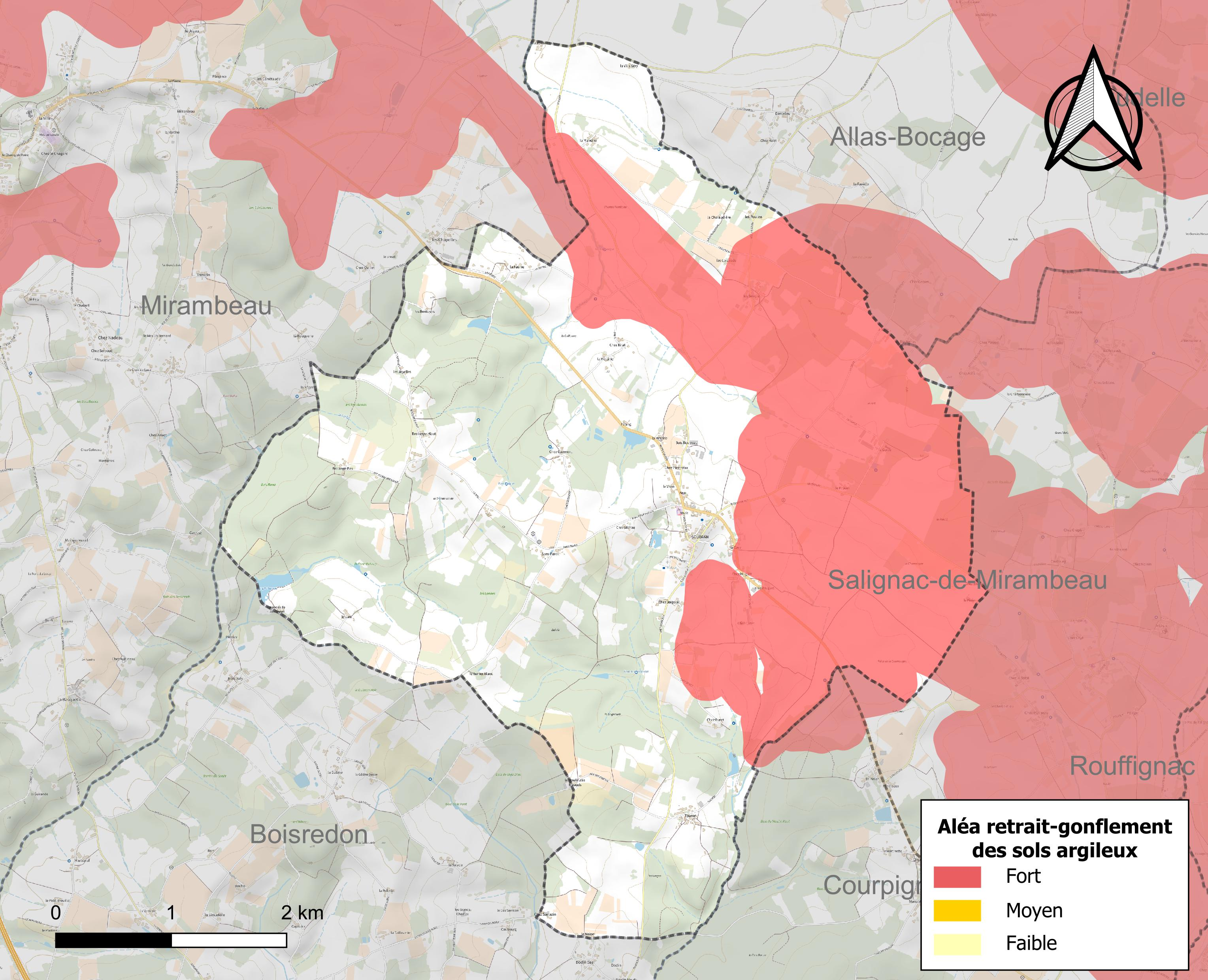
Carte des zones d'aléa retrait-gonflement des sols argileux de Soubran.

Les mouvements de terrains susceptibles de se produire sur la commune sont des tassements différentiels.
Le retrait-gonflement des sols argileux est susceptible d'engendrer des dommages importants aux bâtiments en cas d’alternance de périodes de sécheresse et de pluie. 34 % de la superficie communale est en aléa moyen ou fort (54,2 % au niveau départemental et 48,5 % au niveau national). Sur les 229 bâtiments dénombrés sur la commune en 2019, 33 sont en aléa moyen ou fort, soit 14 %, à comparer aux 57 % au niveau départemental et 54 % au niveau national. Une cartographie de l'exposition du territoire national au retrait gonflement des sols argileux est disponible sur le site du BRGM,.
Par ailleurs, afin de mieux appréhender le risque d’affaissement de terrain, l'inventaire national des cavités souterraines permet de localiser celles situées sur la commune.
Concernant les mouvements de terrains, la commune a été reconnue en état de catastrophe naturelle au titre des dommages causés par la sécheresse en 1989 et 2003 et par des mouvements de terrain en 1999 et 2010.

#### Risques technologiques
Le risque de transport de matières dangereuses sur la commune est lié à sa traversée par une ou des infrastructures routières ou ferroviaires importantes ou la présence d'une canalisation de transport d'hydrocarbures. Un accident se produisant sur de telles infrastructures est susceptible d’avoir des effets graves sur les biens, les personnes ou l'environnement, selon la nature du matériau transporté. Des dispositions d’urbanisme peuvent être préconisées en conséquence.
La commune étant située totalement dans le périmètre du plan particulier d'intervention (PPI) de 20 km autour de la centrale nucléaire du Blayais, elle est exposée au risque nucléaire. En cas d'accident nucléaire, une alerte est donnée par différents médias (sirène, sms, radio, véhicules). Dès l'alerte, les personnes habitant dans le périmètre de 2 km se mettent à l'abri. Les personnes habitant dans le périmètre de 20 km peuvent être amenées, sur ordre du préfet, à évacuer et ingérer des comprimés d’iode stable,,.

## Administration

### Liste des maires

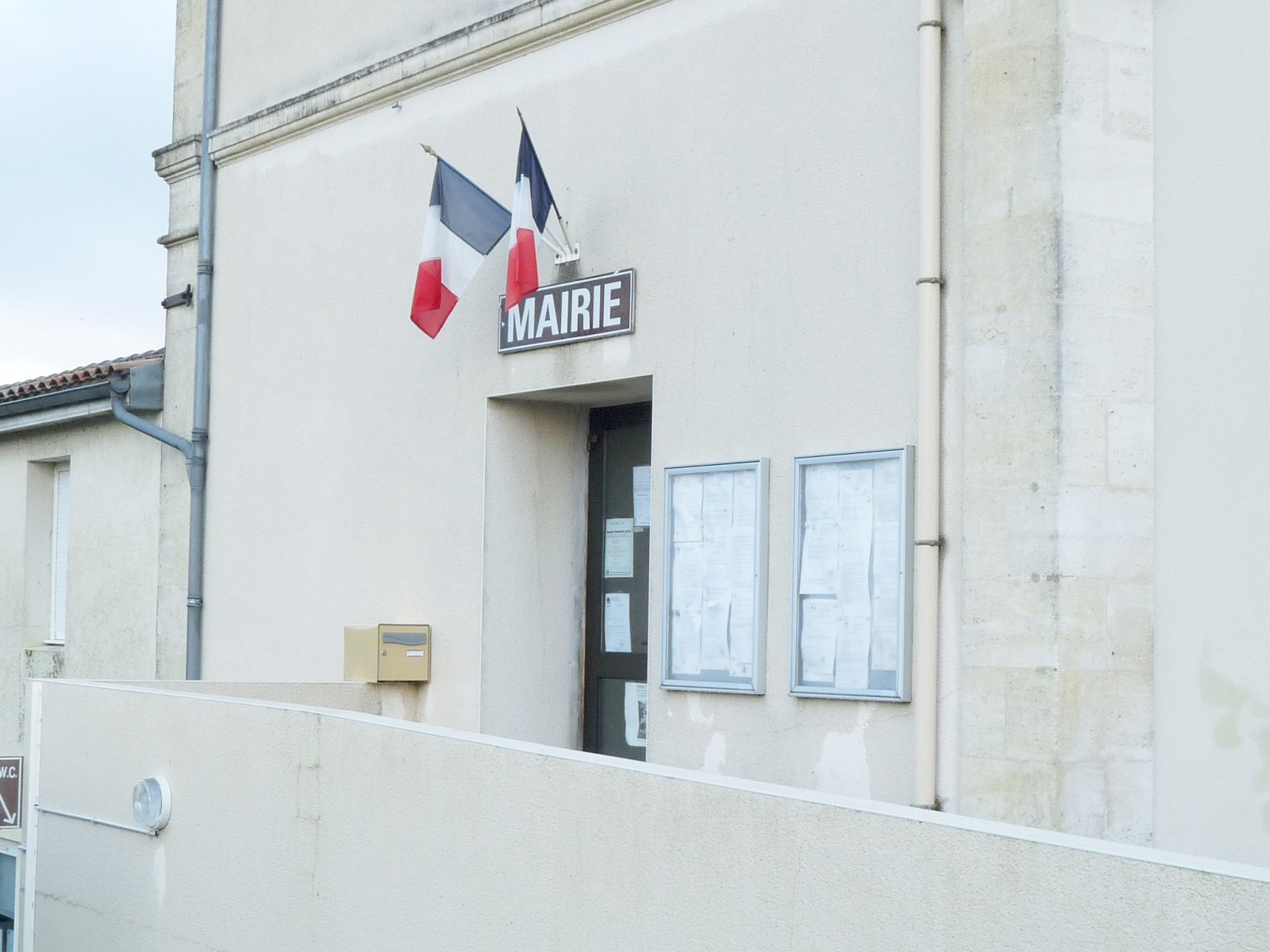
La mairie

| Période                                  | Période  | Identité             | Étiquette | Qualité |
| ---------------------------------------- | -------- | -------------------- | --------- | --- |
| Les données manquantes sont à compléter. |          |                      |           | |
| avant 1988                               | 1989     | Paul Gaget           | PS        | |
| 1989                                     | 2020     | Bernard Louis-Joseph | DVD       | Agriculteur retraité Ancien conseiller général du canton de Mirambeau Conseiller départemental du Canton de Pons |
| 2020                                     | En cours | Maud Maingot         |           | Infirmière hospitalière                                                                                          |

### Région
À la suite de la mise en application de la réforme administrative de 2014 ramenant le nombre de régions de France métropolitaine de 22 à 13, la commune appartient depuis le 1er janvier 2016 à la région Nouvelle-Aquitaine, dont la capitale est Bordeaux. De 1972 au 31 décembre 2015, elle a appartenu à la région Poitou-Charentes, dont le chef-lieu était Poitiers.

## Démographie

### Évolution démographique
L'évolution du nombre d'habitants est connue à travers les recensements de la population effectués dans la commune depuis 1793. Pour les communes de moins de 10 000 habitants, une enquête de recensement portant sur toute la population est réalisée tous les cinq ans, les populations de référence des années intermédiaires étant quant à elles estimées par interpolation ou extrapolation. Pour la commune, le premier recensement exhaustif entrant dans le cadre du nouveau dispositif a été réalisé en 2005.

En 2022, la commune comptait 419 habitants, en évolution de +9,69 % par rapport à 2016 (Charente-Maritime : +4,04 %, France hors Mayotte : +2,11 %).
| 1793 | 1800 | 1806 | 1821 | 1831 | 1836 | 1841 | 1846 | 1851 |
| ---- | ---- | ---- | ---- | ---- | ---- | ---- | ---- | ---- |
| 575  | 620  | 595  | 606  | 640  | 654  | 710  | 635  | 629  |

| 1856 | 1861 | 1866 | 1872 | 1876 | 1881 | 1886 | 1891 | 1896 |
| ---- | ---- | ---- | ---- | ---- | ---- | ---- | ---- | ---- |
| 601  | 625  | 644  | 602  | 607  | 597  | 572  | 534  | 561  |

| 1901 | 1906 | 1911 | 1921 | 1926 | 1931 | 1936 | 1946 | 1954 |
| ---- | ---- | ---- | ---- | ---- | ---- | ---- | ---- | ---- |
| 546  | 541  | 502  | 497  | 467  | 501  | 438  | 397  | 371  |

| 1962 | 1968 | 1975 | 1982 | 1990 | 1999 | 2005 | 2006 | 2010 |
| ---- | ---- | ---- | ---- | ---- | ---- | ---- | ---- | ---- |
| 350  | 364  | 316  | 330  | 328  | 360  | 361  | 373  | 391  |

| 2015 | 2020 | 2022 | - | - | - | - | - | - |
| ---- | ---- | ---- | - | - | - | - | - | - |
| 384  | 408  | 419  | - | - | - | - | - | - |

## Équipements, services et vie locale
Soubran est un petit village comptant une boulangerie, une boucherie, un bureau de poste, un bar-tabac-restaurant, une petite épicerie, une bibliothèque, quelques gîtes et un musée des potiers.
La foire aux potiers a lieu chaque premier week-end de septembre.

### Enseignement

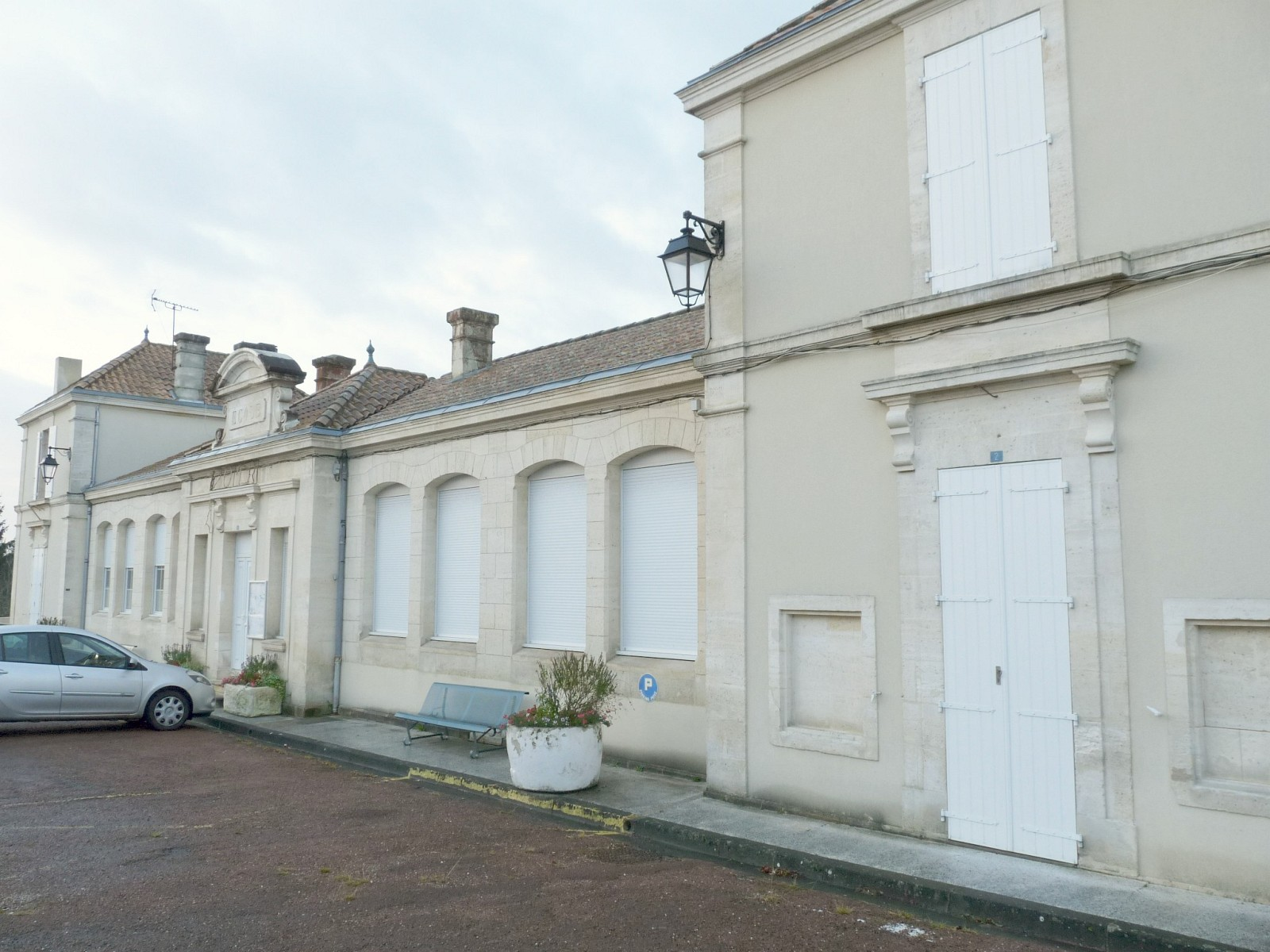
L'école communale

## Lieux et monuments

### Patrimoine religieux
L'église Notre-Dame-de-l'Assomption est équipée d'une cloche en bronze classée monument historique au titre objet depuis 1908. Elle a été donnée par Jehan et Catherine de la Rochebeaucourt en 1629.

### Patrimoine environnemental
La commune abrite les étangs des Bénissons. Ce site naturel, entre Mirambeau et Soubran, offre des lieux de pêche et de belles promenades.

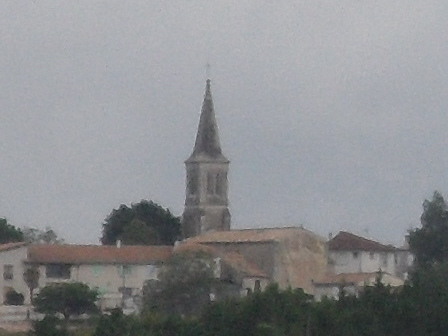
L'église Notre-Dame-de-l'Assomption
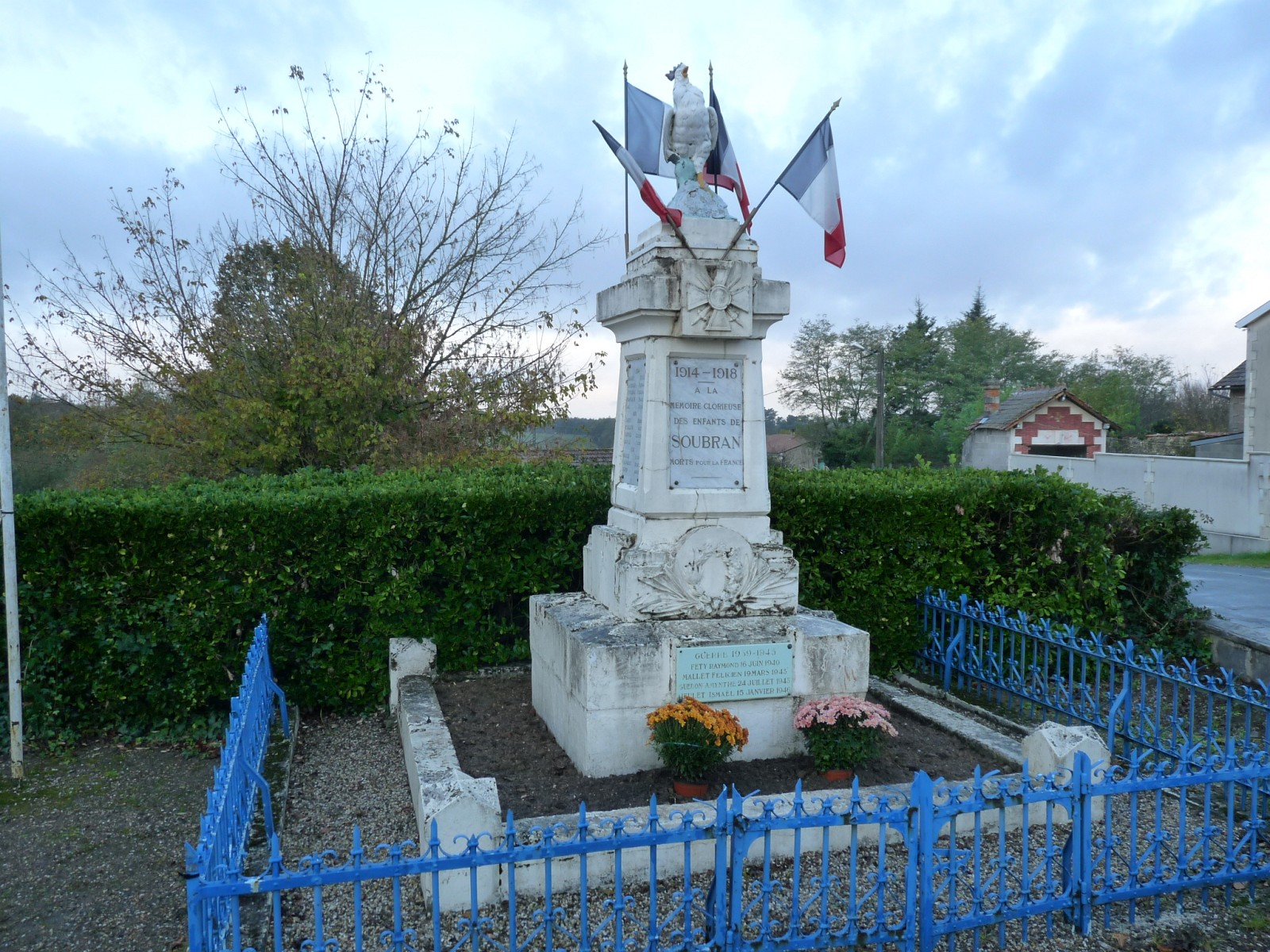
Le monument aux morts